# Église Saints-Côme-et-Damien-du-Mont-Gremiatchaïa
L'église Saints-Côme-et-Damien-du-Mont-Gremiatchaïa ou église Saints-Côme-et-Damien-du-Mont-Grondant (en langue russe : Церковь Косьмы и Дамиана с Гремячей горы) est une église orthodoxe de Pskov. C'est un édifice d'intérêt historique et culturel, datant du XVIe siècle, reconnu comme d'intérêt national de la fédération de Russie. Il se trouve à Zapskove, un microraïon de la ville de Pskov, sur le mont Gremiatchaïa. Des flancs du mont Gremiatchaïa surgissait une source. Les sources « gremiatchi » jaillissaient, croyait-on, lorsque le tonnerre (en russe : grom) tombait sur le sol. Cette eau était préférée à d'autres pour ses qualités. 

## Description
Le bâtiment est construit en dalles de calcaire, enduites et peintes à la chaux. Il est situé près de la tour Gremiatchaïa.
Le cube de l'église est flanqué du cube plus petit du narthex. L'entrée du narthex était surmontée primitivement d'un petit clocher-arcade, comme la plupart des églises de Pskov. Elle ressemble, avec son chef en casque, à un défenseur retiré derrière une muraille. Il faut remarquer à ce sujet, que les églises faisaient partie du système défensif des villes.
À l'intérieur, les deux piliers qui soutiennent la voûte sont ronds alors que d'ordinaire ils ont un plan carré ou semi-circulaire. C'est le problème de la fixation de l'iconostase qui imposait plutôt le pilier carré. Or comme les iconostases datent du XVe siècle on en déduit que les piliers ronds sont un élément de la première église réemployé ici.

## Histoire
- En 1383 une première mention de l'église du monastère pour hommes de Kozmodemyansk apparaît dans le chroniques[2]. Côme et Damien sont les patrons des forgerons et on peut en déduire qu'il y avait là une forge aux confins de la ville, au bord de l'eau, au pied des monts Gremiatchaïa.
- En 1540 l'église est reconstruite.
- Au XVIIe siècle sont ajoutés un clocher et un porche.
- En 1808, l'église est vouée à la démolition du fait de son délabrement mais le Saint-Synode refuse sa démolition. Toutefois le service du culte y est interdit à partir de 1819.
- À l'époque de la Seconde Guerre mondiale, l'église sert d'écurie. Mais après la guerre, l'historien Iouri Spegalsky entreprend un projet de restauration (1947).
- En 1950, une partie de ce projet est réalisé[3].
- En 1960, une résolution du Conseil des ministres de la république socialiste fédérative soviétique de Russie № 1327 du 30 août 1960, place le bâtiment sous la protection de l'État, comme monument historique et culturel remarquable.

## Vue de l'église

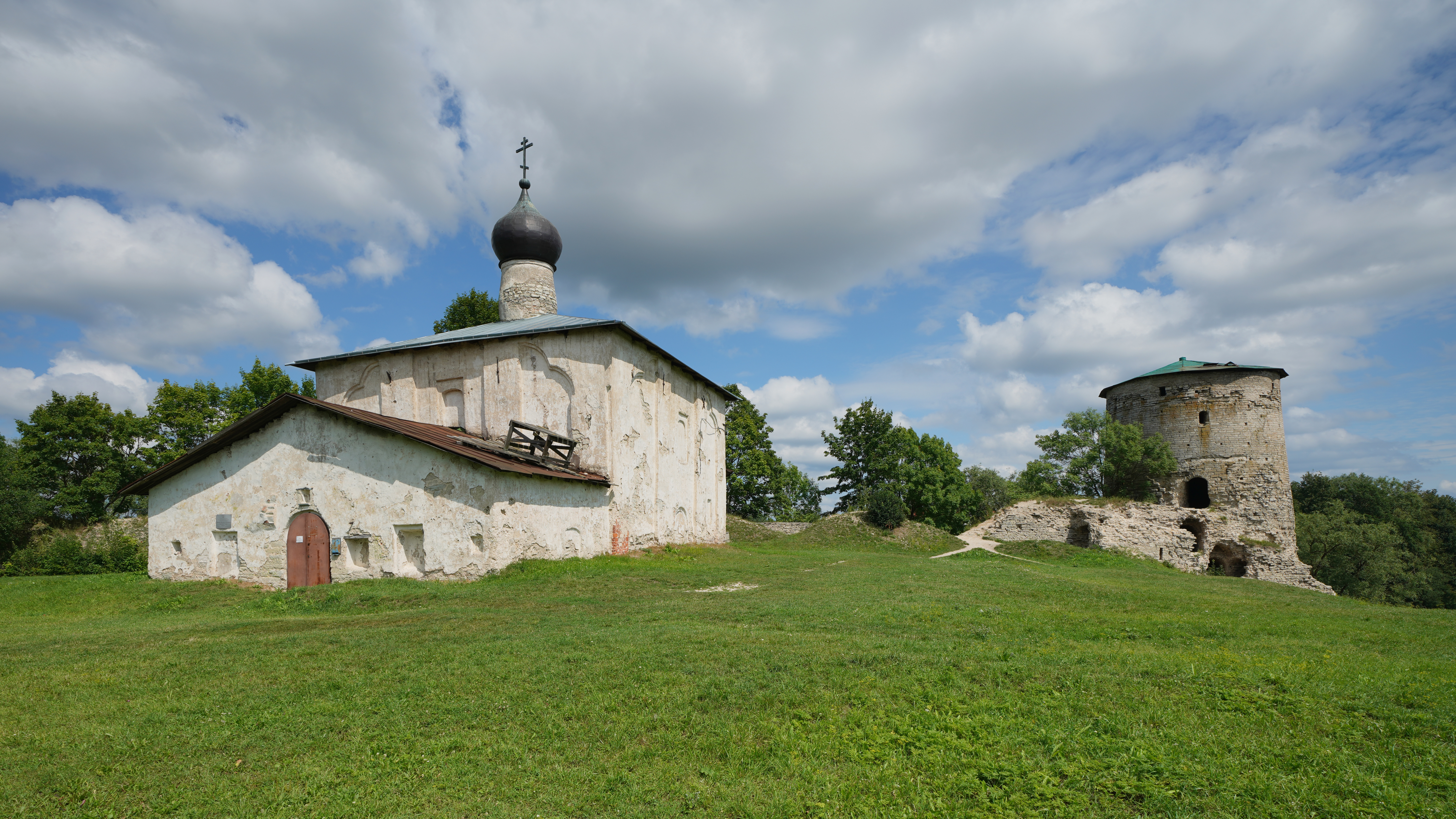
la tour et l'église
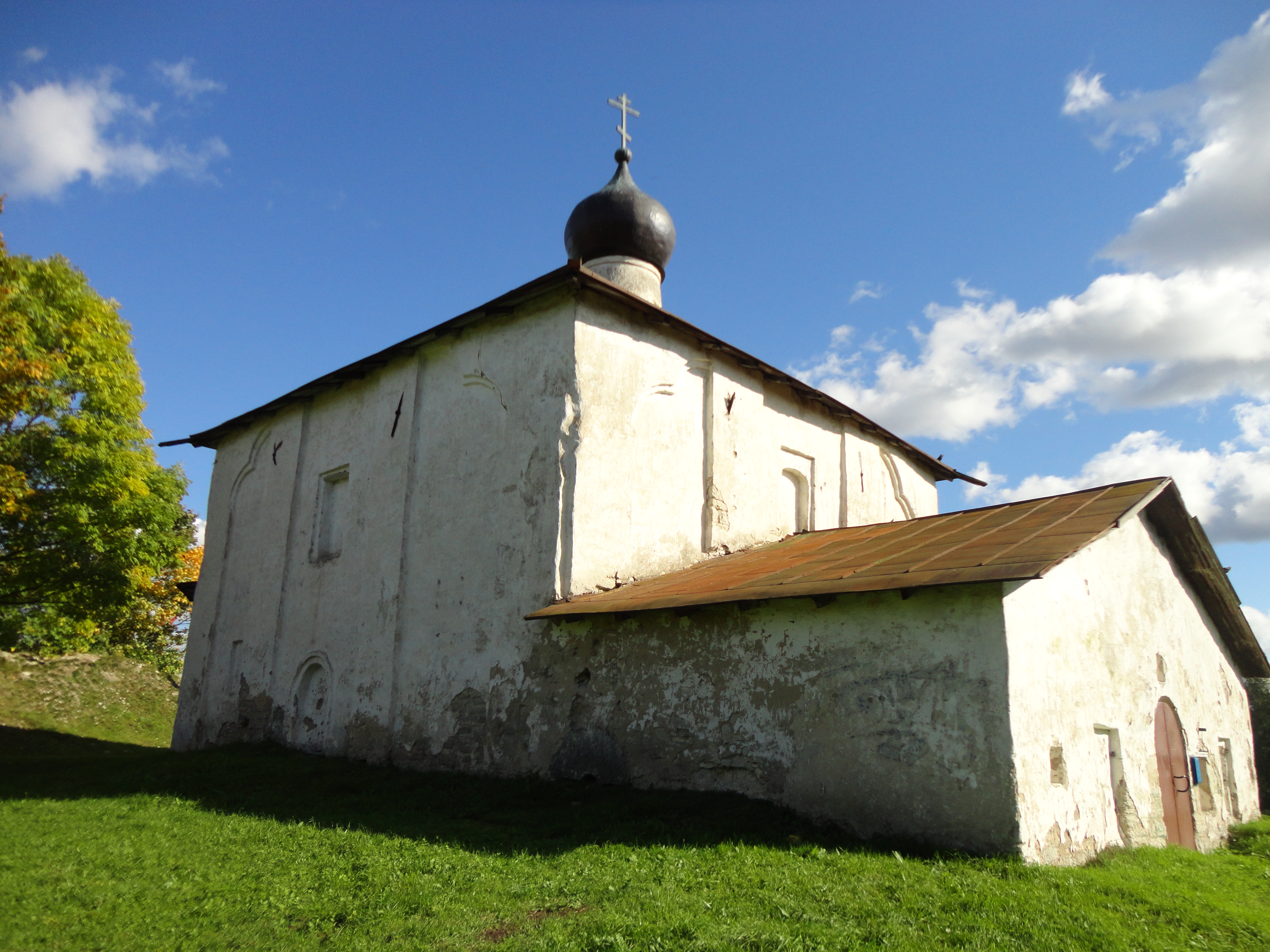
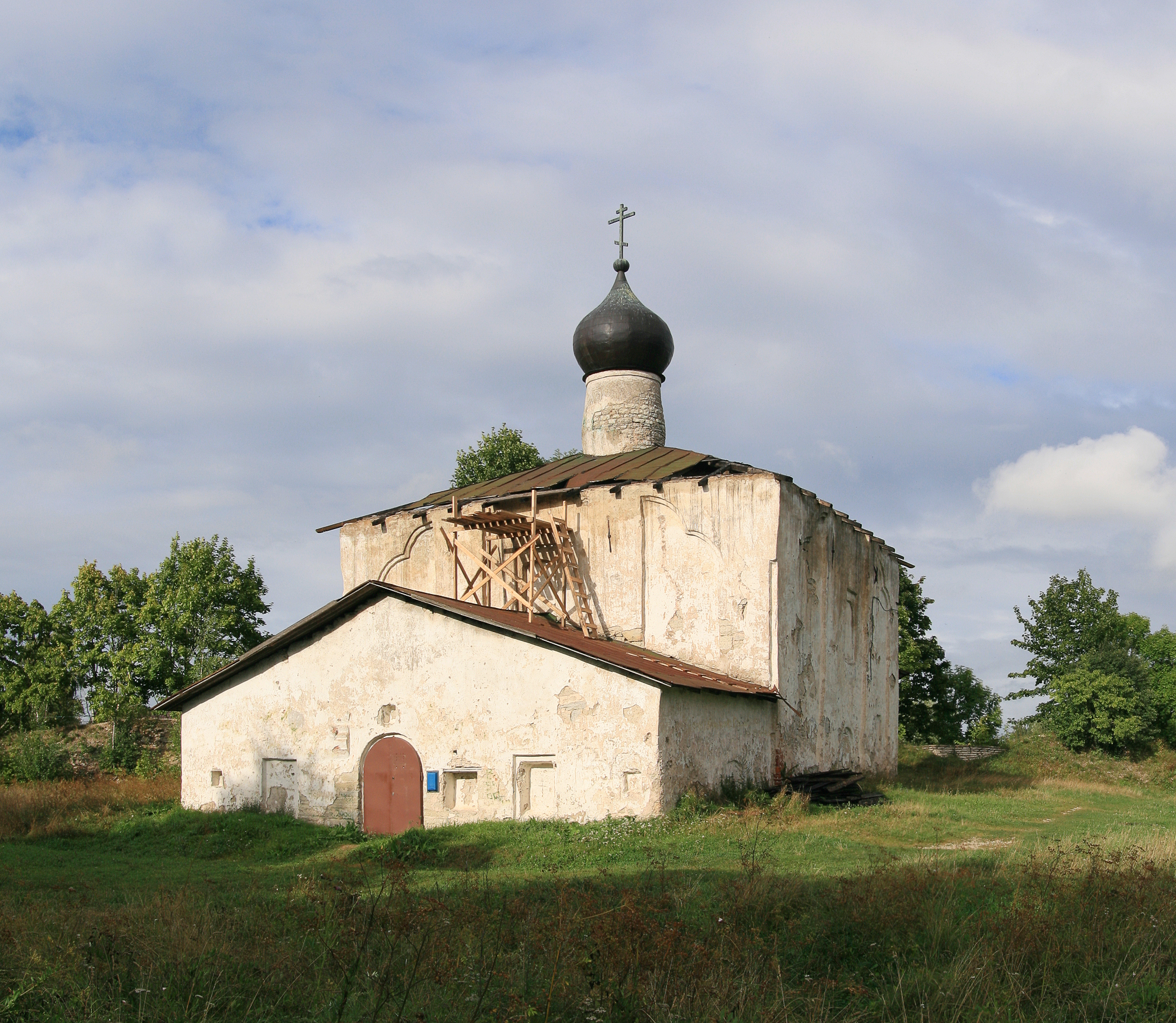
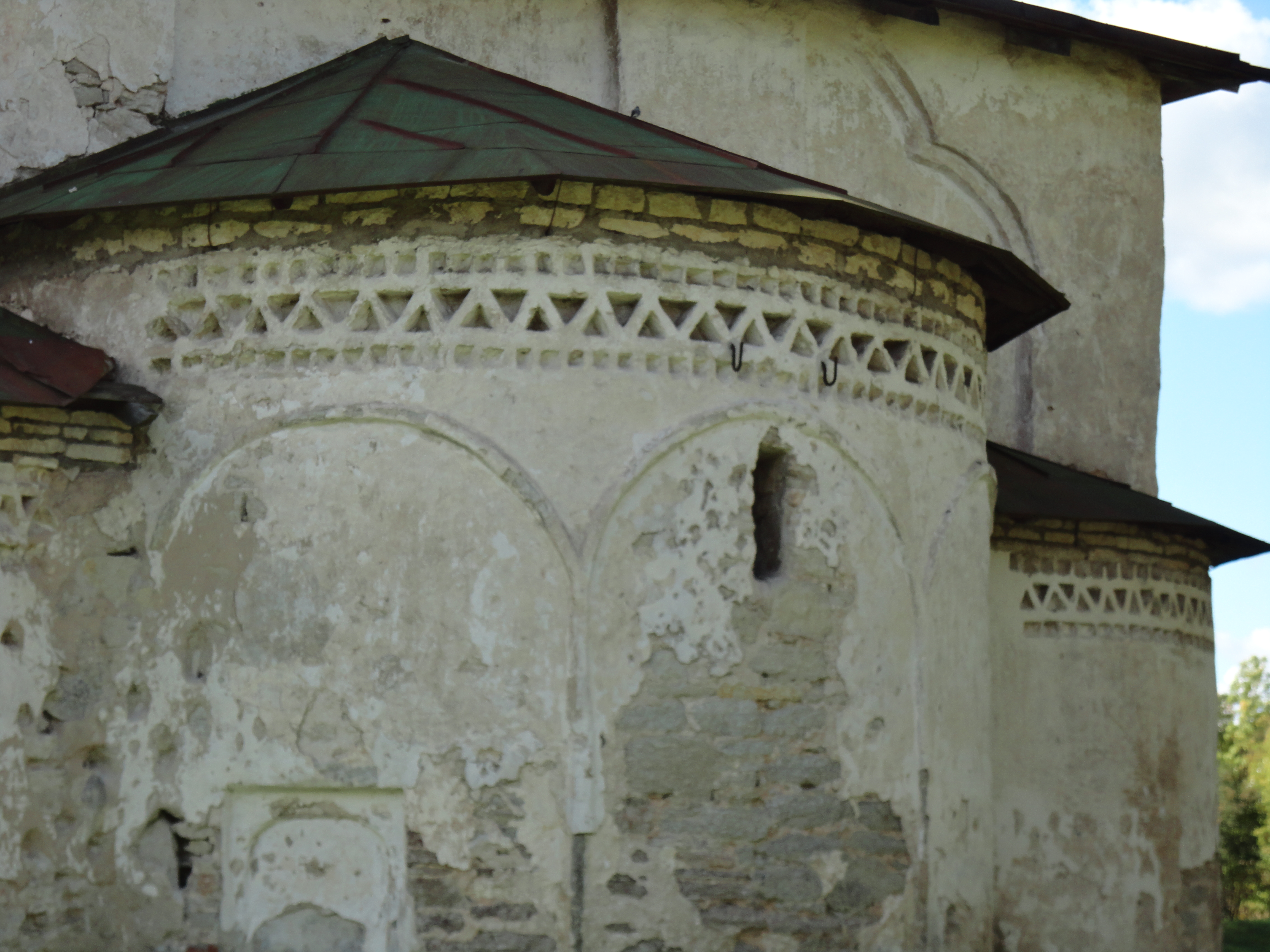
abside

## Sources
- Iouri Spegalsky (ru) Pskov Псков. Художественные памятники. — Л.: "Лениздат". 1972 г.
- Iouri Spegalsky (ru)По Пскову XVII века. Л., 1974 г.